# Doppo Kunikida
Doppo Kunikida (國木田 獨歩?, Kunikida Doppo; Chōshi, 30 agosto 1871 – Chigasaki, 23 giugno 1908) è stato uno scrittore e giornalista giapponese del periodo Meiji, noto per essere stato uno degli esponenti del naturalismo giapponese.

## Biografia
Kunikida Doppo nacque il 30 agosto 1871 a Chōshi, nella Prefettura di Chiba, con il nome di Kunikida Kamekichi. Nel 1874 Doppo e la madre si trasferirono a Tōkyō, dove in seguito vennero raggiunti dal padre. Nei dieci anni successivi, a causa del lavoro di quest'ultimo, ufficiale giudiziario, la famiglia si spostò tra le prefetture di Yamaguchi e Hiroshima, prima di stabilirsi ad Iwakuni, nella prefettura di Yamaguchi.

### Formazione
Nel 1887 Doppo si trasferì a Tōkyō, dove iniziò a studiare legge nella speranza di intraprendere una carriera in politica. Le conoscenze acquisite gli fornirono le basi per la stesura di Unmei Ronja, pubblicato nel 1903. L’anno successivo lasciò legge per studiare inglese presso la Tōkyō Senmon Gakkō (Università di Waseda) dove rimase fino all’età di ventun’anni, quando lasciò gli studi. Qui entrò in contatto con la letteratura europea e studiò opere di autori come Carlyle, Tolstoj, Dostoevskyj e Wordsworth. Nello stesso periodo sviluppò un grande interesse per lo studio del cristianesimo, e nel gennaio 1891 venne battezzato. L'anno successivo tornò a vivere con la famiglia nella prefettura di Yamaguchi e durante il suo soggiorno aprì una scuola privata, che fu però costretto a chiudere poco tempo dopo. Questa esperienza rappresentò il punto di partenza per la realizzazione dell'opera Tomioka Sensei, pubblicata nel 1902.
Nel 1892 ritornò a Tōkyō dove scrisse vari articoli per la rivista Seinen Bungaku, tra cui Denka Bungaku to wa Nanzo, in cui mette in rilievo la filosofia letteraria di Wordsworth. Il poeta inglese, fra i fondatori del romanticismo e del naturalismo in Gran Bretagna, influenzerà la sua visione della natura e dell’uomo. Tra il 1893 e 1897 Doppo scrisse un diario, Azamukazaru no ki, in cui raccolse i suoi pensieri, le sue riflessioni e le esperienze quotidiane. Il diario diventerà fonte di ispirazione e offrirà materiale per molti dei suoi racconti, come Musashino del 1898.
Nel 1893 cominciò a lavorare come insegnante di inglese e matematica a Saeki, nella prefettura di Oita. Questo periodo incrementò il suo desiderio di diventare uno scrittore e poeta, e gli fu da ispirazione per la stesura di alcuni racconti, come Gen oji (1897), Haru no Tori (1904), Shikagari (1898) e Koharu (1899). Rinunciando alla carriera di educatore tornò nella capitale, dove l'amico Tokutomi Sohō lo aiutò a trovare un lavoro presso una rivista di Tōkyō, la Minyū Shinbunsha. Appena un mese dopo, tuttavia, cambiò impiego trovando lavoro presso un altro giornale, il Kokumin dove gli venne assegnato il compito di corrispondente di guerra a bordo di una nave durante la guerra Sino-Giapponese. Durante i cinque mesi passati in mare divenne ben noto tra la popolazione giapponese per il suo modo di riportare le notizie, focalizzato soprattutto sul risvolto umano degli eventi. Ben presto però il pesante clima di guerra lo costrinse a consegnare le dimissioni e, tornato in Giappone, trovò lavoro come editore del Kokumin no Tomo, una rivista di critica sociale.
Nel 1895 conobbe Nobuko Sasaki che sposò a novembre dello stesso anno, nonostante questa relazione fosse stata fortemente contrastata dai suoi amici e dalla famiglia della ragazza. La coppia andò a vivere a Zushi, in condizione di povertà. Nobuko, cresciuta tra gli agi, all'inizio dell'anno successivo, quando i due fecero ritorno a Tōkyō per prendersi cura del padre dello scrittore, decise di lasciare il marito. In seguito Doppo scrisse varie opere in cui i temi o i personaggi erano ispirati a questa sua vicenda personale.

### Carriera
Dopo un breve soggiorno a Kyōto, nell'agosto del 1896 tornò alla capitale. Qui si verificarono due eventi molto importanti per il suo sviluppo come scrittore: si avvicinò alle opere di Ivan Sergeevič Turgenev e conobbe Tayama Katai che rinfrancò il suo interesse per la scrittura creativa. Nel 1897 uscì Jojōshi, una raccolta di poesie di sei autori diversi tra i quali comparivano Doppo e Tayama e, contemporaneamente, vennero pubblicati i primi racconti di Doppo.
Nel giugno 1897 lo scrittore tornò a Tōkyō, dove conobbe Haruko Enomoto che diventerà sua moglie l'anno successivo. Haruko fu di grande supporto per l'autore e cercò sempre di aiutarlo e sostenerlo. Tra il 1899 e 1902 Doppo affrontò una lunga crisi finanziaria che però non lo trattenne dal pubblicare nuove opere: nel marzo 1901 venne stampata Musashino, una raccolta di diciotto racconti già pubblicati in precedenza, che non venne ben accolta perché il pubblico non era ancora pronto ad uno stile diverso da quello dei canoni del periodo. Solo con Unmei del 1906 la sua popolarità aumentò e le sue storie vennero accolte in modo più positivo.
Nel 1902 iniziò un periodo di prosperità economica e di felicità familiare. Divenne il capo editore di diverse riviste illustrate che godettero di un particolare successo durante la guerra russo-giapponese.Questo genere ancora nuovo per la popolazione ebbe un grande sviluppo con la pubblicazione di foto dal fronte, e negli anni tra il 1902 e il 1906 Doppo si dedicò principalmente al lavoro di capo editore in varie riviste. Nel luglio 1905 venne pubblicata Doppo Shū, una raccolta di nove racconti editi in precedenza. Il pubblico si era stancato della letteratura canonica e si stava rivolgendo verso un genere più realista.

### Ultimi Anni
Dopo la fine della guerra russo-giapponese l'editoria subì un duro colpo economico. Doppo comprò la Kinji Gahō, rivista per cui aveva lavorato negli anni precedenti, e cambiò il nome in Doppo Sha. A causa delle sue scarse capacità di uomo d'affari e del clima economico, le difficoltà per gestire l'azienda divennero enormi e nonostante tutti i suoi sforzi Doppo non riuscì a evitare la bancarotta.
Nel 1907 contrasse la tubercolosi a causa delle stress per il lavoro e la morte della sua terza figlia. La malattia tuttavia non gli impedì di continuare scrivere, e prima di diventare troppo debole fisicamente, produsse diverse opere. Nel febbraio 1908 venne ricoverato all'ospedale Nankoin di Chigasaki e qui morì il 23 giugno dello stesso anno.

## Stile e Temi

### Influenze Occidentali
La più grande influenza nelle opere di Doppo deriva sicuramente dallo studio del poeta inglese William Wordsworth. Da lui apprende come la natura e i momenti ordinari possano costituire dei temi importanti all'interno di un'opera, e considera l'autore inglese musa e insegnante. Durante il suo soggiorno a Saeki Doppo trova l'ambiente perfetto da cui trarre ispirazione dalla natura e dalla vita quotidiana delle persone comuni.
Un'altra importante influenza è rappresentata dallo scrittore e drammaturgo russo Ivan Turgenev, in particolare dalla sua descrizione della natura e dell'uomo: Doppo ammira il suo stile unico e la malinconia che risiede nel profondo delle sue opere.
Adattando le particolarità di questi scrittori al contesto giapponese, Doppo dà vita ad uno stile unico e personale.

### Naturalismo
Doppo viene ritenuto uno dei primi esponenti del naturalismo giapponese. Tuttavia il suo stile è ancora immaturo e consiste in una progressiva evoluzione dal romanticismo ad uno stile naturalistico ancora precoce. A differenza di altri autori naturalisti che si rifacevano ai precetti di Zola, quali l'eclissi dell'autore e la descrizione cruda della realtà e della condizione umana, Doppo pervade le sue opere con un senso di ottimismo che lo allontana dalla corrente principale che si stava sviluppando in quel periodo.

## Opere

### Raccolte
- 1897. 抒情詩?, Jojōshi
- 1901. 武蔵野?, Musashino
- 1905. 独歩集?, Doppo Shū
- 1906. 運命?, Unmei
- 1983. River Mist, and Other Stories. Kodansha International, Tōkyō (Tr. Inglese)

### Racconti Brevi
- 1897. 源おぢ?, Gen oji
- 1898. 鹿狩り?, Shikagari
- 1898. 武蔵野?, Musashino
- 1898. 忘れえぬ人人?, Wasure enu hitobito
- 1900. 置土産?, Okimiyage
- 1901. 歸去来?, Kikyorai
- 1901.  牛肉と馬鈴薯?, Gyūniku to bareisho
- 1902. 鎌倉夫人?, Kamakura Fujin
- 1902. 少年の悲哀?, Shōnen no hiai
- 1902. 酒中日記?, Shuchū nikki
- 1902. 富岡先生?, Tomioka sensei
- 1903. 日の出?, Hi no de
- 1903. 女難?, Jonan
- 1903. 運命論者?, Unmei ronja
- 1903. 第三者?, Daisansha
- 1904. 春の鳥?, Haru no tori
- 1907. 戀を戀する人人?, Koi wo koisuru hitobito
- 1908. 竹の木戸?, Take no kido
- 1908. 死?, Shi

### Prosa
- 1896. たき火?, Takibi
- 1896. 星?, Hoshi